# Lucasfilm Animation
Lucasfilm Animation est un studio d'animation, filiale du groupe Lucasfilm, qui a été créé en 2003 pour produire des films et des séries télévisées en images de synthèse.

## Historique
Le 12 mai 2003, Lucasfilm fonde Lucasfilm Animation, une société de production de films d'animation pour le cinéma et la télévision. Elle compte alors 9 animateurs sous la responsabilité de Patty Blau à comparer avec les 1 200 artistes d'effets spéciaux d'ILM.
Le 3 août 2004, Lucasfilm Animation installe une succursale à Singapour, Lucasfilm Animation Singapour. Le studio a ouvert officiellement ses portes le 27 octobre 2005. Les bureaux sont situés au 51 Changi Business Park Central 2 près du centre de congrès Singapore Expo.
En avril 2011, Lucasfilm annonce la construction d'un nouveau bâtiment pour héberger son studio de Singapour. En septembre 2011, les plans et maquettes du futur édifice sont révélés avec une fin des travaux prévus pour 2012 et de nombreux détails : la silhouette de char des sables n'est visible que sous un angle et il aura une forme fer à cheval avec un jardin au centre.
Le 11 mars 2013, Disney annonce l'arrêt de la série Star Wars: The Clone Wars et le report de Star Wars Detours.
Le 15 janvier 2014, le Sandcrawler Building, un bâtiment de 22 500 m2 dont la forme et le nom s'inspirent du char des sables, est inauguré à Singapour et permet de regrouper sous un même toit Lucasfilm Animation Singapour, une salle de spectacle de 100 places et les filiales locales de Disney et ESPN,,,. Il est situé au 1 Vista Exhange Green à côté de la station Buona Vista.

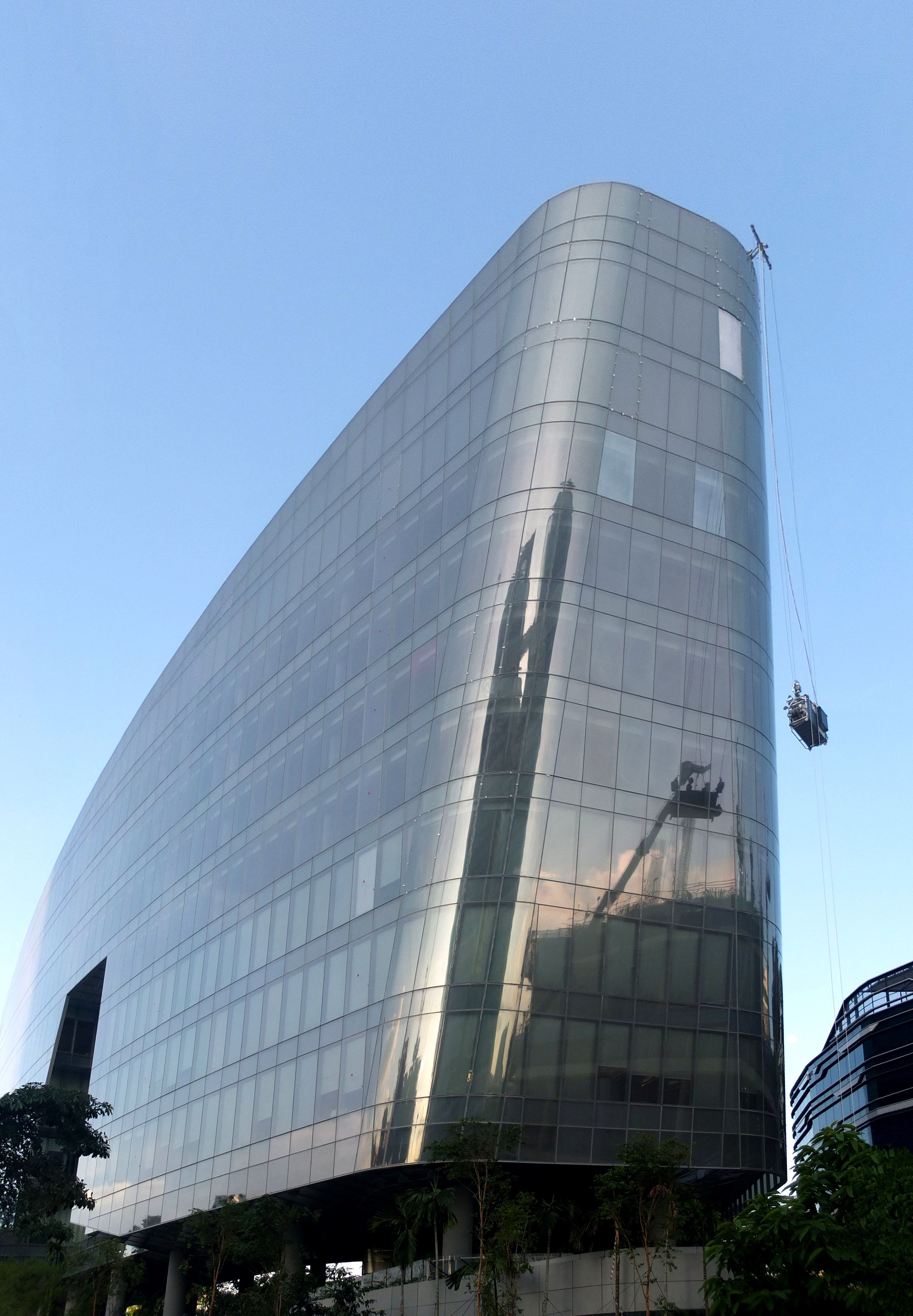
Façade avant du Sandcrawler Building représentant un char des sables.
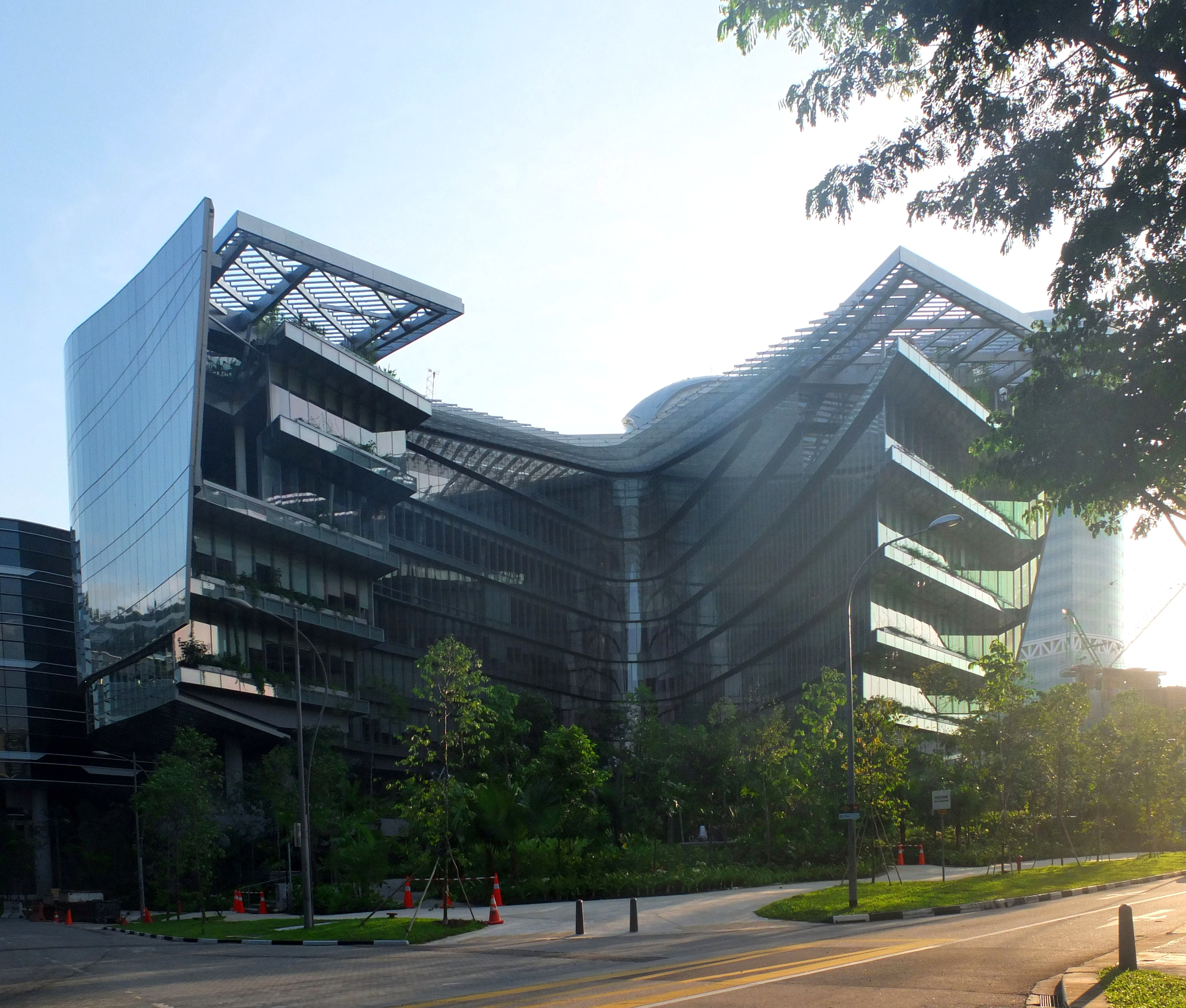
Arrière du Sandcrawler Building.

Le 15 février 2014, Disney-ABC accorde un contrat d'exclusivité à Netflix pour la série Star Wars: The Clone Wars de Lucasfilm Animation et une sixième saison avant le lancement en 2015 des productions Marvel Television et en 2016 de la diffusion en streaming des studios Disney.

## Longs métrages
- 2008 : Star Wars: The Clone Wars, réalisé par Dave Filoni.
- 2015 : Strange Magic, réalisé par Gary Rydstrom[13].

## Séries télévisées
- 2008-2014, 2020 : Star Wars: The Clone Wars, série télévisée d'animation 3D de 7 saisons.
- 2014-2018 : Star Wars Rebels, série télévisée d'animation 3D.
- 2017-2018 : Star Wars : Forces du destin (Star Wars: Forces of Destiny), mini-série télévisée d'animation 2D.
- 2018-2020 : Star Wars Resistance, série télévisée d'animation 3D.
- 2021-2024 : Star Wars: The Bad Batch, série télévisée d'animation 3D.
- 2023-présent : Star Wars : Les Aventures des petits Jedi (Star Wars: Young Jedi Adventures), série télévisée d'animation 3D.
- Star Wars Detours, série télévisée d'animation 3D abandonnée.